# Cururupu (ort)
Cururupu är en ort i Brasilien.   Den ligger i kommunen Cururupu och delstaten Maranhão, i den nordöstra delen av landet, 1 600 km norr om huvudstaden Brasília. Cururupu ligger 7 meter över havet och antalet invånare är 22 007.
Terrängen runt Cururupu är huvudsakligen platt. Cururupu ligger nere i en dal. Det finns inga andra samhällen i närheten.
Omgivningarna runt Cururupu är en mosaik av jordbruksmark och naturlig växtlighet. Runt Cururupu är det ganska glesbefolkat, med 31 invånare per kvadratkilometer.